# 마리아 하월
완다 마리아 하월(영어: Wanda Maria Howell, 1976년 4월 1일 ~ )는 미국의 배우이다. 영화 《히든 피겨스》(2016)에 출연했다.